# Николаевка (Сватовский район)
Николаевка (укр. Миколаївка) — село в Сватовском районе (прежде, до его упразднения в 2020 году, входило в Белокуракинский район) Луганской области Украины.
Население по переписи 2001 года составляло 5 человек. Почтовый индекс — 92214. Телефонный код — 6462. Занимает площадь 0,372 км². Код КОАТУУ — 4420987813. До 2009 года входило в состав Червоноармейского сельского совета с кодом 4420988206.